# Mangora bimaculata
Mangora bimaculata là một loài nhện trong họ Araneidae.
Loài này thuộc chi Mangora. Mangora bimaculata được Octavius Pickard-Cambridge miêu tả năm 1889.